# IT Mag
 (mars 2009).
Si vous disposez d'ouvrages ou d'articles de référence ou si vous connaissez des sites web de qualité traitant du thème abordé ici, merci de compléter l'article en donnant les références utiles à sa vérifiabilité et en les liant à la section « Notes et références ».
IT Mag est un bimensuel algérien des TIC créé par Abderrafiq Khenifsa, informaticien et journaliste spécialisé. Le numéro zéro est sorti le 26 septembre 2002. IT Mag est au format tabloïd et sort un lundi sur deux. Depuis 2011, le bimensuel a lancé un nouveau service sous forme d'une application mobile. 